# Herald Sun Tour
El Herald Sun Tour (oficialmente: Jayco Herald Sun Tour) es una carrera ciclista profesional por etapas que se disputa anualmente en el estado de Victoria, en las inmediaciones de Melbourne, en Australia, que se ha disputado tradicionalmente en el mes de octubre pero que desde 2014 se disputa en febrero. Dependiendo de la edición se le ha incluido al inicio del nombre oficial el nombre de Jayco, patrocinador en diversas ediciones.
Es la carrera de más antigüedad de todas las que se disputan en dicho país ya que se disputa ininterrumpidamente desde 1952 (excepto en los años 2010 y 2012 que no se corrió). Durante las primeras ediciones fue dominado por ciclistas locales. Sin embargo a partir de 1985 la prueba adquirió fama e incluso tuvo algunos ganadores ilustres. Desde la creación de los Circuitos Continentales UCI en 2005 se incorporó al UCI Oceania Tour en la categoría 2.1. En 2006 se incorporó la empresa Jayco como patrocinador principal añadiéndose al nombre oficial de la carrera.
El número de etapas ha variado considerablemente teniendo hasta 15 etapas. En 2011 se eliminó la etapa contrarreloj quedándose la carrera en cinco etapas.
Desde el año 2018, la competencia cuenta con una versión femenina homónima.

## Palmarés
| Año                       | Ganador            | Segundo            | Tercero              |
| ------------------------- | ------------------ | ------------------ | -------------------- |
| 1952                      | Keith Rowley       | Max Rowley         | Jack Hoobin          |
| 1953                      | Basil Halsall      | Hector Sutherland  | Reginald Arnold      |
| 1954                      | Hector Sutherland  | Cesare Pivato      | Eddie Smith          |
| 1955                      | Allan Geddes       | Eddie Smith        | Hector Sutherland    |
| 1956                      | George Goodwin     | Peter Panton       | Peter Anthony        |
| 1957                      | Russell Mockridge  | George Goodwin     | Jack McDonough       |
| 1958                      | John Young         | Peter Panton       | Ronald Murray        |
| 1959                      | Peter Panton       | Vin Beasley        | Bill Knevitt         |
| 1960                      | Peter Panton       | John Young         | Bill Knevitt         |
| 1961                      | John Young         | Jack McDonough     | Vic Roberts          |
| 1962                      | Bill Knevitt       | Klaus Stiefler     | Peter Panton         |
| 1963                      | Bill Lawrie        | Peter Panton       | Bill Knevitt         |
| 1964                      | Barry Waddell      | John Young         | Robert Panter        |
| 1965                      | Barry Waddell      | Graham Rowley      | Ian Grindlay         |
| 1966                      | Barry Waddell      | Graeme Gilmore     | Glen Bermingham      |
| 1967                      | Barry Waddell      | Robert Whetters    | Robert Panter        |
| 1968                      | Barry Waddell      | Ian Stringer       | Keith Oliver         |
| 1969                      | Keith Oliver       | Graham McVilly     | Ken Evans            |
| 1970                      | Trevor Williamson  | Graham McVilly     | Ken Evans            |
| 1971                      | Graham McVilly     | Ken Evans          | Frank Atkins         |
| 1972                      | Ken Evans          | Vic Adams          | Kerry Gawley         |
| 1973                      | Graham McVilly     | Ken Evans          | Frank Atkins         |
| 1974                      | Graham McVilly     | Ken Evans          | John Knight          |
| 1975                      | John Trevorrow     | Donald Allan       | Donald Wilson        |
| 1976                      | Peter Besanko      | Wayne Roberts      | Tony McCaig          |
| 1977                      | John Trevorrow     | Terry Stacey       | Terry Hammond        |
| 1978                      | Terry Hammond      | Clyde Sefton       | Ken Evans            |
| 1979                      | John Trevorrow     | Terry Hammond      | Peter Besanko        |
| 1980                      | David Allan        | Terry Stacey       | Tony McCaig          |
| 1981                      | Clyde Sefton       | Peter Besanko      | Murray Hall          |
| 1982                      | Terry Hammond      | Clyde Sefton       | Tony McCaig          |
| 1983                      | Shane Sutton       | Terry Hammond      | Eric Van De Perre    |
| 1984                      | Gary Sutton        | Peter Besanko      | Géry Verlinden       |
| 1985                      | Malcolm Elliott    | Jan Bogaert        | William Tackaert     |
| 1986                      | Neil Stephens      | Allan Peiper       | Malcolm Elliott      |
| 1987                      | Stefano Tomasini   | Neil Stephens      | Gary Trowell         |
| 1988                      | Adrie van der Poel | Neil Stephens      | Stefano Tomasini     |
| 1989                      | Marcel Arntz       | Stephen Hodge      | Udo Bölts            |
| 1990                      | Udo Bölts          | Jonathan Clay      | Neil Stephens        |
| 1991                      | Michael Engleman   | John Talen         | Udo Bölts            |
| 1992                      | Bart Bowen         | Dick Dekker        | Roland Le Clerc      |
| 1993                      | David Mann         | Brian Walton       | Udo Bölts            |
| 1994                      | Christian Henn     | Daniele Nardello   | Marcel Wüst          |
| 1995                      | Andy Bishop        | Scott Mercier      | Henk Vogels          |
| 1996                      | Scott Moninger     | Stephen Hodge      | Henk Vogels          |
| 1997                      | Norman Alvis       | Trent Klasna       | Scott McGrory        |
| 1998                      | Alessandro Pozzi   | Tristan Priem      | Jaroslav Bílek       |
| 1999                      | Michael Blaudzun   | Tomáš Konečný      | Jan Hruška           |
| 2000                      | Eugen Wacker       | Scott Moninger     | Andy De Smet         |
| 2001                      | Peter Wrolich      | Zbigniew Piątek    | Remigijus Lupeikis   |
| 2002                      | Baden Cooke        | Allan Iacuone      | Jonas Ljungblad      |
| 2003                      | Tim Johnson        | Luke Roberts       | Scott Guyton         |
| 2004                      | Jonas Ljungblad    | David McKenzie     | Benjamin Brooks      |
| 2005                      | Simon Gerrans      | Dominique Perras   | David McCann         |
| 2006                      | Simon Gerrans      | Chris Jongewaard   | David McCann         |
| 2007                      | Matthew Wilson     | Steve Morabito     | Trent Lowe           |
| 2008                      | Stuart O'Grady     | Lars Ytting Bak    | Benjamin Day         |
| 2009                      | Bradley Wiggins    | Christopher Sutton | Jonathan Cantwell    |
| 2010 edición no realizada |                    |                    |                      |
| 2011                      | Nathan Haas        | Jack Bobridge      | Jonas Aaen Jørgensen |
| 2012 edición no realizada |                    |                    |                      |
| 2013                      | Calvin Watson      | Aaron Donnelly     | Josh Atkins          |
| 2014                      | Simon Clarke       | Cameron Wurf       | Jack Haig            |
| 2015                      | Cameron Meyer      | Patrick Bevin      | Joseph Cooper        |
| 2016                      | Chris Froome       | Peter Kennaugh     | Damien Howson        |
| 2017                      | Damien Howson      | Jai Hindley        | Kenny Elissonde      |
| 2018                      | Esteban Chaves     | Cameron Meyer      | Damien Howson        |
| 2019                      | Dylan van Baarle   | Nick Schultz       | Michael Woods        |
| 2020                      | Jai Hindley        | Sebastian Berwick  | Damien Howson        |

Nota: La edición 2013 fue amateur.

## Palmarés por países
| País           | Victorias |
| -------------- | --------- |
| Australia      | 45        |
| Estados Unidos | 6         |
| Reino Unido    | 4         |
| Países Bajos   | 3         |
| Alemania       | 2         |
| Italia         | 2         |
| Dinamarca      | 1         |
| Kirguistán     | 1         |
| Austria        | 1         |
| Suecia         | 1         |
| Colombia       | 1         |